# Krušovice
Krušovice – gmina i wieś w powiecie Rakovnik w kraju środkowoczeskim. Według danych z dnia 1 stycznia 2021 liczyła 620 mieszkańców.
Pierwsza pisemna wzmianka o wsi pochodzi z 1356. We wsi ma swoją siedzibę jeden z najstarszych czeskich browarów – browar królewski Krušovice, jedno z wytwarzanych piw ma nazwę Krušovice.